# Buenavista (Marinduque)
Buenavista è una municipalità di quarta classe delle Filippine, situata nella Provincia di Marinduque, nella Regione del Mimaropa.
Buenavista è formata da 15 baranggay:
- Bagacay
- Bagtingon
- Barangay I (Pob.)
- Barangay II (Pob.)
- Barangay III (Pob.)
- Barangay IV (Pob.)
- Bicas-bicas
- Caigangan
- Daykitin
- Libas
- Malbog
- Sihi
- Timbo (Sanggulong)
- Tungib-Lipata
- Yook